# Élections municipales de 2013 dans la région de Montréal
Les élections municipales québécoises de 2013 se déroulent le 3 novembre 2013. Elles permettent d'élire les maires et les conseillers de chacune des municipalités locales du Québec, ainsi que les préfets de quelques municipalités régionales de comté.

## Montréal

### Baie-D'Urfé
| Candidats pour la mairie       | Vote  | %     |
| ------------------------------ | ----- | ----- |
| Maria Tutino (Sortante)        | 1 147 | 75,26 |
| Jacques Lorrain                | 377   | 24,74 |
| Taux de participation : 55,8 % |       |       |

| Candidats conseiller #1 | Vote  | %     |
| ----------------------- | ----- | ----- |
| Lynda Phelps (Sortante) | 1 151 | 79,65 |
| Adrian Popa Rosu        | 294   | 20,35 |

| Candidats conseiller #2  | Vote | %     |
| ------------------------ | ---- | ----- |
| Brian Manning            | 551  | 36,51 |
| Ron Cryer                | 426  | 28,23 |
| Alexander (Alex) Habrich | 272  | 18,03 |
| Viviane Proulx           | 260  | 17,23 |

| Candidats conseiller #3 | Vote            | %               |
| ----------------------- | --------------- | --------------- |
| Janet Ryan (Sortante)   | Sans opposition | Sans opposition |

| Candidats conseiller #4   | Vote | %     |
| ------------------------- | ---- | ----- |
| Michel Beauchamp          | 700  | 47,49 |
| Wayne Belvedere (Sortant) | 551  | 37,38 |
| Gaetano Di Mauro          | 223  | 15,13 |

| Candidats conseiller #5 | Vote            | %               |
| ----------------------- | --------------- | --------------- |
| Chuck Colomb (Sortant)  | Sans opposition | Sans opposition |

| Candidats conseiller #6  | Vote | %     |
| ------------------------ | ---- | ----- |
| Peter Fletcher (Sortant) | 753  | 51,47 |
| Tony Brown               | 710  | 48,53 |

### Beaconsfield
| Candidats pour la mairie       | Vote  | %     |
| ------------------------------ | ----- | ----- |
| George Bourelle                | 2 824 | 43,48 |
| Rhonda Massad                  | 2 565 | 39,49 |
| James Bonnell                  | 668   | 10,28 |
| Hela Labene                    | 438   | 6,74  |
| Taux de participation : 47,1 % |       |       |

| Candidats conseiller #1 | Vote | %     |
| ----------------------- | ---- | ----- |
| David Pelletier         | 655  | 58,27 |
| Karl-Heinz Legler       | 469  | 41,73 |

| Candidats conseiller #2 | Vote | %     |
| ----------------------- | ---- | ----- |
| Karen Messier           | 671  | 58,76 |
| Ron Belair              | 282  | 24,69 |
| Marc Chabot             | 189  | 16,55 |

| Candidats conseiller #3 | Vote | %     |
| ----------------------- | ---- | ----- |
| Wade Staddon (Sortant)  | 483  | 51,66 |
| Gilles Perron           | 452  | 48,34 |

| Candidats conseiller #4 | Vote | %     |
| ----------------------- | ---- | ----- |
| Pierre Demers (Sortant) | 795  | 87,85 |
| Joseph Zolla            | 110  | 12,15 |

| Candidats conseiller #5 | Vote | %     |
| ----------------------- | ---- | ----- |
| Roger Moss              | 438  | 35,12 |
| Roy Baird (Sortant)     | 380  | 30,47 |
| Greg Stienstra          | 210  | 16,84 |
| Claudia Granato         | 110  | 8,82  |
| Françoise Ortuso        | 109  | 8,74  |

| Candidats conseiller #6 | Vote | %     |
| ----------------------- | ---- | ----- |
| Peggy Alexopoulos       | 795  | 71,88 |
| Karen-Ann Whelan        | 311  | 28,12 |

### Côte-Saint-Luc
| Candidats pour la mairie      | Vote            | %               |
| ----------------------------- | --------------- | --------------- |
| Anthony Housefather (Sortant) | Sans opposition | Sans opposition |

| Candidats district #1   | Vote            | %               |
| ----------------------- | --------------- | --------------- |
| Sam Goldbloom (Sortant) | Sans opposition | Sans opposition |

| Candidats district #2   | Vote            | %               |
| ----------------------- | --------------- | --------------- |
| Michael Cohen (Sortant) | Sans opposition | Sans opposition |

| Candidats district #3 | Vote            | %               |
| --------------------- | --------------- | --------------- |
| Dida Berku (Sortante) | Sans opposition | Sans opposition |

| Candidats district #4    | Vote | %     |
| ------------------------ | ---- | ----- |
| Steven Erdelyi (Sortant) | 752  | 94,40 |
| Charles Lemieux-Marchand | 45   | 5,60  |

| Candidats district #5       | Vote | %     |
| --------------------------- | ---- | ----- |
| Allan Jack Levine (Sortant) | 728  | 74,40 |
| Leo Sculnik                 | 250  | 25,60 |

| Candidats district #6     | Vote | %     |
| ------------------------- | ---- | ----- |
| Glenn J. Nashen (Sortant) | 753  | 65,80 |
| Charles Chalom Lugassy    | 343  | 30,00 |
| Sonia Cohen-Peillon       | 49   | 4,30  |

| Candidats district #7         | Vote            | %               |
| ----------------------------- | --------------- | --------------- |
| Mitchell Brownstein (Sortant) | Sans opposition | Sans opposition |

| Candidats district #8 | Vote            | %               |
| --------------------- | --------------- | --------------- |
| Ruth Kovac (Sortante) | Sans opposition | Sans opposition |

Élection partielle pour le poste de maire et conseiller district #7 le 10 avril 2016
- Organisée en raison de l'élection du maire Anthony Housefather à titre de député libéral de Mont-Royal le 19 octobre 2015.

| Candidats pour la mairie      | Vote            | %               |
| ----------------------------- | --------------- | --------------- |
| Mitchell Brownstein (Sortant) | Sans opposition | Sans opposition |

| Candidats district #7 | Vote | %     |
| --------------------- | ---- | ----- |
| Sidney Benizri        | 325  | 42,15 |
| David Tordjman        | 221  | 28,66 |
| Mitch Kujavsky        | 205  | 26,59 |
| Lloyd Pedvis          | 20   | 2,60  |

### Dollard-Des Ormeaux
| Candidats pour la mairie     | Vote            | %               |
| ---------------------------- | --------------- | --------------- |
| Edward Janiszewski (Sortant) | Sans opposition | Sans opposition |

| Candidats conseiller #1 | Vote | %     |
| ----------------------- | ---- | ----- |
| Zoe Bayouk (Sortante)   | 780  | 55,56 |
| Laurence Parent         | 514  | 36,61 |
| Stephen Leighton        | 110  | 7,83  |

| Candidats conseiller #2 | Vote            | %               |
| ----------------------- | --------------- | --------------- |
| Errol Johnson (Sortant) | Sans opposition | Sans opposition |

| Candidats conseiller #3      | Vote | %     |
| ---------------------------- | ---- | ----- |
| Max Mickey Guttman (Sortant) | 718  | 57,26 |
| Erwin Schwartz               | 536  | 42,47 |

| Candidats conseiller #4      | Vote | %     |
| ---------------------------- | ---- | ----- |
| Herbert Brownstein (Sortant) | 926  | 70,15 |
| Catherine Thomas             | 307  | 23,26 |
| Samuel Galet                 | 87   | 6,59  |

| Candidats conseiller #5 | Vote | %     |
| ----------------------- | ---- | ----- |
| Morris Vesely (Sortant) | 555  | 56,23 |
| Sean Cohen              | 432  | 43,77 |

| Candidats conseiller #6 | Vote            | %               |
| ----------------------- | --------------- | --------------- |
| Peter Prassas (Sortant) | Sans opposition | Sans opposition |

| Candidats conseiller #7  | Vote            | %               |
| ------------------------ | --------------- | --------------- |
| Alex Bottausci (Sortant) | Sans opposition | Sans opposition |

| Candidats conseiller #8     | Vote | %     |
| --------------------------- | ---- | ----- |
| Colette Gauthier (Sortante) | 834  | 66,99 |
| Simon Sadeh                 | 411  | 33,01 |

### Dorval
| Partis                         | Partis                           | Candidats pour la mairie | Vote  | %     |
| ------------------------------ | -------------------------------- | ------------------------ | ----- | ----- |
|                                | Équipe Action Dorval Action Team | Edgar Rouleau (Sortant)  | 4 012 | 85,80 |
|                                | Indépenant                       | Marc Barrette            | 664   | 14,20 |
| Taux de participation : 34,3 % |                                  |                          |       |       |

| Partis | Partis                           | Candidats district Désiré-Girouard (1) | Vote            | %               |
| ------ | -------------------------------- | -------------------------------------- | --------------- | --------------- |
|        | Équipe Action Dorval Action Team | Claude Valiquet (Sortant)              | Sans opposition | Sans opposition |

| Partis | Partis                           | Candidats district La Présentation (2) | Vote            | %               |
| ------ | -------------------------------- | -------------------------------------- | --------------- | --------------- |
|        | Équipe Action Dorval Action Team | Michel Hébert (Sortant)                | Sans opposition | Sans opposition |

| Partis | Partis                           | Candidats district Fénelon (3) | Vote            | %               |
| ------ | -------------------------------- | ------------------------------ | --------------- | --------------- |
|        | Équipe Action Dorval Action Team | Daniel Da Chao (Sortant)       | Sans opposition | Sans opposition |

| Partis | Partis                           | Candidats district Pine Beach (4) | Vote            | %               |
| ------ | -------------------------------- | --------------------------------- | --------------- | --------------- |
|        | Équipe Action Dorval Action Team | Marc Doret (Sortant)              | Sans opposition | Sans opposition |

| Partis | Partis                           | Candidats district Strathmore (5) | Vote | %     |
| ------ | -------------------------------- | --------------------------------- | ---- | ----- |
|        | Équipe Action Dorval Action Team | Heather Allard (Sortante)         | 485  | 48,84 |
|        | Indépendant                      | Christopher von Roretz            | 310  | 31,22 |
|        | Indépendante                     | Joan Williams                     | 198  | 19,94 |

| Partis | Partis                           | Candidats district Surrey (6) | Vote | %     |
| ------ | -------------------------------- | ----------------------------- | ---- | ----- |
|        | Équipe Action Dorval Action Team | Margo Heron (Sortante)        | 586  | 66,14 |
|        | Indépendant                      | Marc D. Solomon               | 300  | 33,86 |

### Hampstead
| Candidats pour la mairie       | Vote  | %     |
| ------------------------------ | ----- | ----- |
| William Steinberg (Sortant)    | 1 321 | 61,21 |
| Bonnie Feigenbaum              | 837   | 38,79 |
| Taux de participation : 44,5 % |       |       |

| Candidats conseiller #1 | Vote  | %     |
| ----------------------- | ----- | ----- |
| Karen Zajdman           | 1 101 | 53,58 |
| David Sternthal         | 954   | 46,42 |

| Candidats conseiller #2 | Vote  | %     |
| ----------------------- | ----- | ----- |
| Jack Edery (Sortant)    | 1 343 | 65,77 |
| Daniel Miller           | 699   | 34,23 |

| Candidats conseiller #3 | Vote  | %     |
| ----------------------- | ----- | ----- |
| Leon Elfassy (Sortant)  | 1 425 | 68,02 |
| Lisa Hollinger          | 670   | 31,98 |

| Candidats conseiller #4   | Vote            | %               |
| ------------------------- | --------------- | --------------- |
| Michael Goldwax (Sortant) | Sans opposition | Sans opposition |

| Candidats conseiller #5 | Vote  | %     |
| ----------------------- | ----- | ----- |
| Warren Budning          | 1 158 | 55,94 |
| Ari Kugler              | 912   | 44,06 |

| Candidats conseiller #6       | Vote  | %     |
| ----------------------------- | ----- | ----- |
| Harvey Earl Shaffer (Sortant) | 1 218 | 58,53 |
| Samuel Spiegelman             | 863   | 41,47 |

### Kirkland
| Candidats pour la mairie       | Vote  | %     |
| ------------------------------ | ----- | ----- |
| Michel Gibson                  | 3 365 | 49,90 |
| John W. Meaney                 | 2 994 | 44,40 |
| Daniel La Tour                 | 385   | 5,71  |
| Taux de participation : 43,5 % |       |       |

| Candidats conseiller #1 | Vote | %     |
| ----------------------- | ---- | ----- |
| Michael Brown           | 500  | 50,76 |
| Neil Semenchuk          | 485  | 49,24 |

| Candidats conseiller #2 | Vote            | %               |
| ----------------------- | --------------- | --------------- |
| Luciano Piciacchia      | Sans opposition | Sans opposition |

| Candidats conseiller #3 | Vote            | %               |
| ----------------------- | --------------- | --------------- |
| Tony Di Gennaro         | Sans opposition | Sans opposition |

| Candidats conseiller #4 | Vote | %     |
| ----------------------- | ---- | ----- |
| Domenico Zito           | 385  | 44,56 |
| Spencer Haywood         | 228  | 26,39 |
| Sophie Mohsen           | 179  | 20,72 |
| Shahla Amiri            | 41   | 4,75  |
| John Scherer            | 31   | 3,59  |

| Candidats conseiller #5 | Vote | %     |
| ----------------------- | ---- | ----- |
| Brian Swinburne         | 549  | 72,05 |
| Maxime Savard           | 213  | 27,95 |

| Candidats conseiller #6 | Vote            | %               |
| ----------------------- | --------------- | --------------- |
| John Morson             | Sans opposition | Sans opposition |

| Candidats conseiller #7 | Vote            | %               |
| ----------------------- | --------------- | --------------- |
| Paul Dufort             | Sans opposition | Sans opposition |

| Candidats conseiller #8 | Vote | %     |
| ----------------------- | ---- | ----- |
| André Allard            | 292  | 33,22 |
| Karen Cliffe            | 220  | 25,03 |
| Nancy Kokinasidis       | 185  | 21,05 |
| Peter Rakobowchuk       | 182  | 20,71 |

### L'Île-Dorval
| Candidats pour la mairie   | Vote            | %               |
| -------------------------- | --------------- | --------------- |
| Gisèle Chapleau (Sortante) | Sans opposition | Sans opposition |

| Candidats conseiller #1    | Vote            | %               |
| -------------------------- | --------------- | --------------- |
| Louis Beauregard (Sortant) | Sans opposition | Sans opposition |

| Candidats conseiller #2 | Vote            | %               |
| ----------------------- | --------------- | --------------- |
| James Fee (Sortant)     | Sans opposition | Sans opposition |

| Candidats conseiller #3 | Vote            | %               |
| ----------------------- | --------------- | --------------- |
| Michael Hayes (Sortant) | Sans opposition | Sans opposition |

| Candidats conseiller #4  | Vote            | %               |
| ------------------------ | --------------- | --------------- |
| Andrew Kaddash (Sortant) | Sans opposition | Sans opposition |

| Candidats conseiller #5 | Vote            | %               |
| ----------------------- | --------------- | --------------- |
| Susan Aubertin          | Sans opposition | Sans opposition |

| Candidats conseiller #6  | Vote            | %               |
| ------------------------ | --------------- | --------------- |
| André-Philippe Pelletier | Sans opposition | Sans opposition |

### Mont-Royal
| Partis | Partis            | Candidats pour la mairie | Vote            | %               |
| ------ | ----------------- | ------------------------ | --------------- | --------------- |
|        | Action Mont-Royal | Philippe Roy (Sortant)   | Sans opposition | Sans opposition |

| Partis | Partis            | Candidats conseiller #1 | Vote            | %               |
| ------ | ----------------- | ----------------------- | --------------- | --------------- |
|        | Action Mont-Royal | Joseph Daoura (Sortant) | Sans opposition | Sans opposition |

| Partis | Partis            | Candidats conseiller #2     | Vote            | %               |
| ------ | ----------------- | --------------------------- | --------------- | --------------- |
|        | Action Mont-Royal | Minh-Diem Le Thi (Sortante) | Sans opposition | Sans opposition |

| Partis | Partis            | Candidats conseiller #3 | Vote            | %               |
| ------ | ----------------- | ----------------------- | --------------- | --------------- |
|        | Action Mont-Royal | Erin Kennedy (Sortante) | Sans opposition | Sans opposition |

| Partis | Partis            | Candidats conseiller #4 | Vote            | %               |
| ------ | ----------------- | ----------------------- | --------------- | --------------- |
|        | Action Mont-Royal | John Miller (Sortant)   | Sans opposition | Sans opposition |

| Partis | Partis            | Candidats conseiller #5    | Vote | %     |
| ------ | ----------------- | -------------------------- | ---- | ----- |
|        | Indépendant       | Louis Dumont               | 356  | 55,45 |
|        | Action Mont-Royal | Melpa Kamateros (Sortante) | 286  | 44,55 |

| Partis | Partis            | Candidats conseiller #6 | Vote | %     |
| ------ | ----------------- | ----------------------- | ---- | ----- |
|        | Action Mont-Royal | Daniel Robert (Sortant) | 392  | 69,14 |
|        | Indépendant       | Yoan Amar               | 175  | 30,86 |

### Montréal-Est
| Partis                         | Partis                                 | Candidats pour la mairie | Vote | %     |
| ------------------------------ | -------------------------------------- | ------------------------ | ---- | ----- |
|                                | Équipe Coutu                           | Robert Coutu (Sortant)   | 827  | 52,11 |
|                                | Option Action Citoyens de Montréal-Est | Daniel Fournier          | 561  | 35,35 |
|                                | Indépendant                            | Claude Marcoux           | 199  | 12,54 |
| Taux de participation : 58,0 % |                                        |                          |      |       |

| Partis | Partis                                 | Candidats conseiller #1 | Vote | %     |
| ------ | -------------------------------------- | ----------------------- | ---- | ----- |
|        | Équipe Coutu                           | Françoise Lachapelle    | 160  | 51,61 |
|        | Indépendant                            | Jacky Mastrovito        | 85   | 27,42 |
|        | Option Action Citoyens de Montréal-Est | Patrice Paquin          | 65   | 20,97 |

| Partis | Partis                                 | Candidats conseiller #2  | Vote | %     |
| ------ | -------------------------------------- | ------------------------ | ---- | ----- |
|        | Équipe Coutu                           | Monique Major (Sortante) | 141  | 56,63 |
|        | Option Action Citoyens de Montréal-Est | Claudia Gagnon           | 108  | 43,37 |

| Partis | Partis                                 | Candidats conseiller #3      | Vote | %     |
| ------ | -------------------------------------- | ---------------------------- | ---- | ----- |
|        | Option Action Citoyens de Montréal-Est | Sylvie Dauphinais (Sortante) | 112  | 54,37 |
|        | Équipe Coutu                           | Nadia Vandal                 | 94   | 45,63 |

| Partis | Partis                                 | Candidats conseiller #4   | Vote | %     |
| ------ | -------------------------------------- | ------------------------- | ---- | ----- |
|        | Équipe Coutu                           | John Judd                 | 122  | 39,23 |
|        | Indépendant                            | Mario Bordeleau (Sortant) | 111  | 35,69 |
|        | Option Action Citoyens de Montréal-Est | Gina Laframboise          | 78   | 25,08 |

| Partis | Partis                                 | Candidats conseiller #5  | Vote | %     |
| ------ | -------------------------------------- | ------------------------ | ---- | ----- |
|        | Indépendant                            | Michel Bélisle (Sortant) | 106  | 42,91 |
|        | Équipe Coutu                           | Mario Prata              | 97   | 39,27 |
|        | Option Action Citoyens de Montréal-Est | Yves Foisy               | 44   | 17,81 |

| Partis | Partis                                 | Candidats conseiller #6    | Vote | %     |
| ------ | -------------------------------------- | -------------------------- | ---- | ----- |
|        | Équipe Coutu                           | Anne St-Laurent (Sortante) | 120  | 44,78 |
|        | Option Action Citoyens de Montréal-Est | Sylvain Fontaine           | 93   | 34,70 |
|        | Indépendant                            | Germain Decelles           | 55   | 20,52 |

### Montréal-Ouest
| Candidats pour la mairie       | Vote  | %     |
| ------------------------------ | ----- | ----- |
| Beny Masella (Sortant)         | 1 184 | 61,44 |
| Asher Waldman                  | 613   | 31,81 |
| Simon Phillipson               | 130   | 6,75  |
| Taux de participation : 51,8 % |       |       |

| Candidats conseiller #1       | Vote | %     |
| ----------------------------- | ---- | ----- |
| Julie Tasker-Brown (Sortante) | 823  | 43,66 |
| John C. Dunn                  | 746  | 39,58 |
| Linda Hammerschmid            | 316  | 16,76 |

| Candidats conseiller #2   | Vote  | %     |
| ------------------------- | ----- | ----- |
| Elizabeth Ulin (Sortante) | 1 120 | 60,15 |
| Sharon McCarry            | 742   | 39,85 |

| Candidats conseiller #3 | Vote  | %     |
| ----------------------- | ----- | ----- |
| Colleen Feeney          | 1 019 | 53,80 |
| Julien Feldman          | 576   | 30,41 |
| Peter Kerr              | 299   | 15,79 |

| Candidats conseiller #4   | Vote  | %     |
| ------------------------- | ----- | ----- |
| Maria Torres              | 1 047 | 56,05 |
| Joseph McKenzie (Sortant) | 821   | 43,95 |

### Pointe-Claire
| Candidats pour la mairie       | Vote  | %     |
| ------------------------------ | ----- | ----- |
| Morris Trudeau                 | 5 376 | 53,36 |
| John Belvedere                 | 4 699 | 46,64 |
| Taux de participation : 44,4 % |       |       |

| Candidats district Cedar/Le Village (1) | Vote | %     |
| --------------------------------------- | ---- | ----- |
| Claude Cousineau                        | 469  | 29,55 |
| Michael Flaherty                        | 440  | 27,73 |
| Claude Arsenault                        | 438  | 27,60 |
| Alain Dubuc                             | 240  | 15,12 |

| Candidats district Lakeside (2) | Vote  | %     |
| ------------------------------- | ----- | ----- |
| Paul Bissonnette (Sortant)      | 1 126 | 86,95 |
| Stephen Cascioli                | 169   | 13,05 |

| Candidats district Valois (3) | Vote | %     |
| ----------------------------- | ---- | ----- |
| Kelly Thorstad-Cullen         | 472  | 32,42 |
| Jacques Labbé (Sortant)       | 416  | 28,57 |
| Carla Létourneau              | 406  | 27,88 |
| Linda DeWitt                  | 129  | 8,86  |
| Celine Aldworth               | 33   | 2,27  |

| Candidats district Cedar Park Heights (4) | Vote            | %               |
| ----------------------------------------- | --------------- | --------------- |
| Aldo Iermieri (Sortant)                   | Sans opposition | Sans opposition |

| Candidats district Lakeside Heights (5) | Vote | %     |
| --------------------------------------- | ---- | ----- |
| Cynthia Homan                           | 362  | 27,16 |
| Steve Naday                             | 269  | 20,18 |
| Amanda Roberts                          | 214  | 16,05 |
| Edward Sztuka (Sortant)                 | 158  | 11,85 |
| Susan Weaver                            | 143  | 10,73 |
| James Wolak                             | 65   | 4,88  |
| Roger Thibault                          | 63   | 4,73  |
| Michel Goyette                          | 59   | 4,43  |

| Candidats district Seigniory (6) | Vote            | %               |
| -------------------------------- | --------------- | --------------- |
| Jean-Pierre Grenier (Sortant)    | Sans opposition | Sans opposition |

| Candidats district Northview (7) | Vote | %     |
| -------------------------------- | ---- | ----- |
| Dennis Smith (Sortant)           | 699  | 53,98 |
| Alexandra Caden                  | 268  | 20,69 |
| Craig Buchanan                   | 205  | 15,83 |
| Rodolphe Ranger                  | 102  | 7,88  |
| James Sukosd                     | 21   | 1,62  |

| Candidats district Oneida (8) | Vote | %     |
| ----------------------------- | ---- | ----- |
| Jack Beaumont                 | 353  | 35,98 |
| Brent Cowan                   | 229  | 23,34 |
| Jocelyn Reid                  | 116  | 11,82 |
| David D'Arienzo               | 102  | 10,40 |
| Daniel Gélinas                | 96   | 9,79  |
| Gaétan Brunet                 | 85   | 8,66  |

### Sainte-Anne-de-Bellevue
| Candidats pour la mairie       | Vote  | %     |
| ------------------------------ | ----- | ----- |
| Paola L. Hawa                  | 1 082 | 53,99 |
| Paul Chablo                    | 922   | 46,01 |
| Taux de participation : 56,8 % |       |       |

| Candidats conseiller #1  | Vote | %     |
| ------------------------ | ---- | ----- |
| Dana Chevalier           | 118  | 46,83 |
| Manrico Biscotti         | 65   | 25,79 |
| Jay Van Wagner (Sortant) | 59   | 23,47 |
| Mario Séracino           | 10   | 3,97  |

| Candidats conseiller #2 | Vote | %     |
| ----------------------- | ---- | ----- |
| Ryan Young              | 182  | 51,27 |
| Gerry Lavigne           | 173  | 48,73 |

| Candidats conseiller #3 | Vote | %     |
| ----------------------- | ---- | ----- |
| Andrée Deschamps        | 118  | 34,40 |
| Lise-Anne Briand        | 112  | 32,65 |
| Claude Tellier          | 101  | 29,45 |
| Roger Brun              | 12   | 3,50  |

| Candidats conseiller #4 | Vote | %     |
| ----------------------- | ---- | ----- |
| Daniel Boyer            | 106  | 56,68 |
| Jim Anderson (Sortant)  | 81   | 43,32 |

| Candidats conseiller #5 | Vote | %     |
| ----------------------- | ---- | ----- |
| Yvan Labelle            | 266  | 64,41 |
| Denis Comeau            | 147  | 35,59 |

| Candidats conseiller #6 | Vote | %     |
| ----------------------- | ---- | ----- |
| Michel Boudreault       | 314  | 68,86 |
| Johanne Raymond         | 142  | 31,14 |

### Senneville
| Candidats pour la mairie       | Vote | %     |
| ------------------------------ | ---- | ----- |
| Jane (Foukal) Guest            | 282  | 52,32 |
| George McLeish (Sortant)       | 257  | 47,68 |
| Taux de participation : 79,8 % |      |       |

| Candidats conseiller #1 | Vote | %     |
| ----------------------- | ---- | ----- |
| Michael Vanderlinden    | 46   | 74,19 |
| Gaétan Crevier          | 16   | 25,81 |

| Candidats conseiller #2  | Vote | %     |
| ------------------------ | ---- | ----- |
| Charles Mickie (Sortant) | 40   | 62,50 |
| Sandro Marra             | 24   | 37,50 |

| Candidats conseiller #3 | Vote | %     |
| ----------------------- | ---- | ----- |
| Brian McManus           | 56   | 58,95 |
| Antoine Meo             | 39   | 41,05 |

| Candidats conseiller #4    | Vote | %     |
| -------------------------- | ---- | ----- |
| Martin Gauthier            | 69   | 62,73 |
| Julie Brisebois (Sortante) | 41   | 37,27 |

| Candidats conseiller #5 | Vote | %     |
| ----------------------- | ---- | ----- |
| Dennis Dicks            | 55   | 50,46 |
| Mark Bantey             | 54   | 49,54 |

| Candidats conseiller #6 | Vote | %     |
| ----------------------- | ---- | ----- |
| Peter Csenar (Sortant)  | 56   | 57,14 |
| Alain (Al) Dubois       | 42   | 42,86 |

### Westmount
| Candidats pour la mairie | Vote            | %               |
| ------------------------ | --------------- | --------------- |
| Peter F. Trent (Sortant) | Sans opposition | Sans opposition |

| Candidats conseiller #1  | Vote | %     |
| ------------------------ | ---- | ----- |
| Patrick Martin (Sortant) | 295  | 51,75 |
| Julia Carbone Gold       | 275  | 48,25 |

| Candidats conseiller #2 | Vote | %     |
| ----------------------- | ---- | ----- |
| Philip A. Cutler        | 301  | 57,88 |
| Peter Starr             | 219  | 42,12 |

| Candidats conseiller #3   | Vote            | %               |
| ------------------------- | --------------- | --------------- |
| Victor M. Drury (Sortant) | Sans opposition | Sans opposition |

| Candidats conseiller #4       | Vote | %     |
| ----------------------------- | ---- | ----- |
| Rosalind Davis                | 349  | 60,91 |
| Kathleen W. Duncan (Sortante) | 224  | 39,09 |

| Candidats conseiller #5 | Vote | %     |
| ----------------------- | ---- | ----- |
| Christine Smith         | 365  | 55,81 |
| John P. Fretz           | 289  | 44,19 |

| Candidats conseiller #6  | Vote            | %               |
| ------------------------ | --------------- | --------------- |
| Nicole Forbes (Sortante) | Sans opposition | Sans opposition |

| Candidats conseiller #7     | Vote | %     |
| --------------------------- | ---- | ----- |
| Cynthia Laflamme (Sortante) | 338  | 56,90 |
| Mavis Young                 | 256  | 43,10 |

| Candidats conseiller #8      | Vote | %     |
| ---------------------------- | ---- | ----- |
| Theodora Samiotis (Sortante) | 265  | 80,30 |
| Andrei Jones                 | 65   | 19,70 |